# Lijeva Reka
Lijeva Reka (cyr. Лијева Река) – wieś w Serbii, w okręgu zlatiborskim, w gminie Sjenica. W 2011 roku liczyła 8 mieszkańców.